# Antonio Gualda Jimenez
Antonio Gualda Jimenez (født 25. februar 1946 i Granada, Spanien) er en spansk komponist, pianist, violinistog guitarist.
Jimenez studerede komposition privat og på Musikkonservatoriet i Granada hos bl.a. Carmelo Bernaola. Han har skrevet 13 symfonier, orkesterværker, kammermusik, elektroniskmusik, korværker, instrumentalværker, vokalmusik, filmmusik etc. Hans speciale som komponist er symfonisk musik og filmmusik.

## Udvalgte værker
- 13 Symfonier (1987-1998) - for orkester